# Teahupo'o
Teahupo'o je bývalá francouzská obec, začleněná do obce Taiarapu-Ouest na Tahiti, na poloostrově Tahiti Iti ve Francouzské Polynésii.
Teahupo'o má svůj název podle velké bitvy mezi dvěma hlavními klany této části ostrova. Doslova znamená "zeď lebek", te (ta), ahu (zeď), upo'o (lebka). Na místě, které oddělovalo obě území, měla být postavena zeď s lebkami a kostmi poražených.
Místo bylo vybráno pro pořádání surfařských klání v rámci Letních olympijských her v roce 2024. Areál bude vybaven tak, aby umožnil návštěvu 1500 diváků. Vzdálenost mezi místem konání olympijského závodu a hostitelským městem (Paříží) činí více než 15 700 km, což bude činit světový rekord.

## Vítězové soutěže WSL
Teahupo'o každoročně hostí etapu mistrovství světa v surfování Billabong Pro Tahiti.
| Rok  | Vítěz          | Země      |
| ---- | -------------- | --------- |
| 2019 | Owen Wright    | Austrálie |
| 2018 | Gabriel Medina | Brazílie  |
| 2017 | Julian Wilson  | Austrálie |
| 2016 | Kelly Slater   | USA       |
| 2015 | Jeremy Flores  | Francie   |
| 2014 | Gabriel Medina | Brazílie  |
| 2013 | Adrian Buchan  | Austrálie |
| 2012 | Mick Fanning   | Austrálie |
| 2011 | Kelly Slater   | USA       |
| 2010 | Andy Irons     | USA       |
| 2009 | Bobby Martinez | USA       |
| 2008 | Bruno Santos   | Brazílie  |
| 2007 | Damien Hobgood | USA       |
| 2006 | Bobby Martinez | USA       |
| 2005 | Kelly Slater   | USA       |
| 2004 | CJ Hobgood     | USA       |
| 2003 | Kelly Slater   | USA       |
| 2002 | Andy Irons     | USA       |
| 2001 | Cory Lopez     | USA       |
| 2000 | Kelly Slater   | USA       |
| 1999 | Mark Occhilupo | Austrálie |
| 1998 | Kobi Abberton  | Austrálie |
| 1997 | Andy Irons     | USA       |